# Stachys heterodonta
Stachys heterodonta là một loài thực vật có hoa trong họ Hoa môi. Loài này được Zefir. miêu tả khoa học đầu tiên năm 1951.